# ميشيل هايمبيرغ
ميشيل هايمبيرغ (ولدت في 2 يونيو 2000) هي لاعبة غطس سويسرية. تنافست في حدث القفز من ارتفاع متر للسيدات في بطولة العالم للألعاب المائية 2019. احتلت المركز السادس عشر في الجولة التمهيدية. وفي حدث القفز من ارتفاع 3 أمتار للسيدات احتلت المركز الثامن والعشرين في الجولة التمهيدية.